# Gavre Princip – Himmel unter Steinen
Gavre Princip – Himmel unter Steinen ist eine österreichisch-deutsche Koproduktion aus dem Jahre 1990. Regie führte Peter Patzak.

## Handlung
Der Film setzt im Jahr 1916 ein, als im böhmischen Gefangenenlager Theresienstadt der an Tuberkulose erkrankte Gavrilo Princip von einem Lagerarzt untersucht wird.
In einer Rückblende wird daraufhin das Leben des Gavrilo Princip gezeigt, der sich zu Beginn des 20. Jahrhunderts der Studierendenbewegung Mlada Bosna anschließt und gemeinsam mit seinen Freunden über die Zukunft Bosniens und des Balkans diskutiert. Durch die Bekanntgabe des Besuchs von Thronfolger Erzherzog Franz Ferdinand am 28. Juni 1914, nach dem julianischen Kalender dem Veitstag, dem Jahrestag der Schlacht auf dem Amselfeld radikalisiert er sich und vollzieht schließlich das Attentat, welches zum Auslöser für den Ersten Weltkrieg werden sollte.

## Produktionsnotizen
Der Film entstand unter Förderung der Bayerischen Filmförderung, München, des Österreichischen Filmföderungsfonds, Wien sowie des Österreichischen Rundfunks (ORF). Die Dreharbeiten fanden 1989 und 1990 in Zagreb und Umgebung statt sowie an der Adriaküste. Die Erstaufführung erfolgte am 23. November 1990 in Österreich, den Verleih besorgte die österreichische Firma Elmo. Die Erstausstrahlung war am 11. Februar 1993 beim Sender Arte.

## Kritik
„Rekonstruktion des Sarajewo-Mordes 1914 aus Tätersicht. Peter Patzak bemühte sich, die ‚menschliche Seite‘ des Attentäters zu zeigen, und stieß mit diesem anderen Bild Princips nicht nur auf Wohlwollen bei Publikum und Kritik. Das Attentat selbst kommt nicht vor, Patzak zeigt Princips Vorbereitung auf seine Verurteilung und die Haft.“

„Ein spannendes Psychogramm des Attentäters, das einen Verfemten in einem ungewöhnlichen Licht erscheinen lässt; dies brachte dem Film teilweise heftig Kritik ein.“

„Die glorifizierende, eigenwillige, von der Realität abgehobene Darstellung des Attentäters, der am 28. Juni 1914 den österreichischen Thronfolger Erzherzog Franz Ferdinand ermordete und damit den Ersten Weltkrieg auslöste. In der undifferenzierten Schilderung der Tat und des Täters ebenso befremdend wie in der unzulänglichen filmischen Gestaltung. (Alternativtitel: ‚Gavre Princip – Himmel unter Steinen‘)“